# Zappo Zap

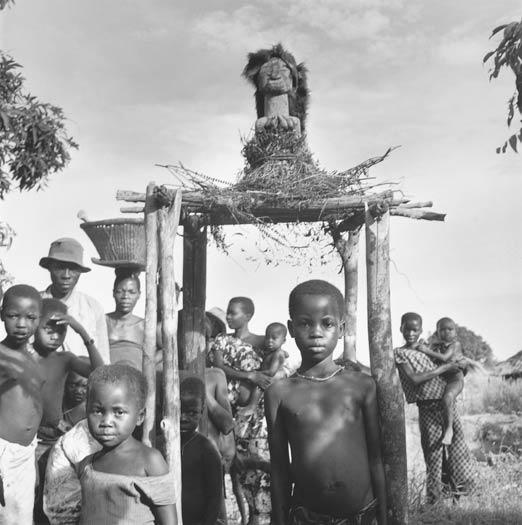
Population Songye en 1947, avec une statue protectrice.

Les Zappo Zap — appelés également Bena Nzapo, Bena Nsapo, Nsapposappo ou encore Bena Sapo — étaient un groupe de Songyes de l'Est du Kasaï, dans ce qui est aujourd'hui la République démocratique du Congo. Ils se comportèrent comme les alliés des autorités belges de l'État indépendant du Congo, tout en faisant le commerce de l'ivoire, du caoutchouc et des esclaves. En 1899, ils furent envoyés collecter les impôts par l'autorité coloniale. Ils massacrèrent un bon nombre de villageois, causant une réprobation internationale.

## Style de vie

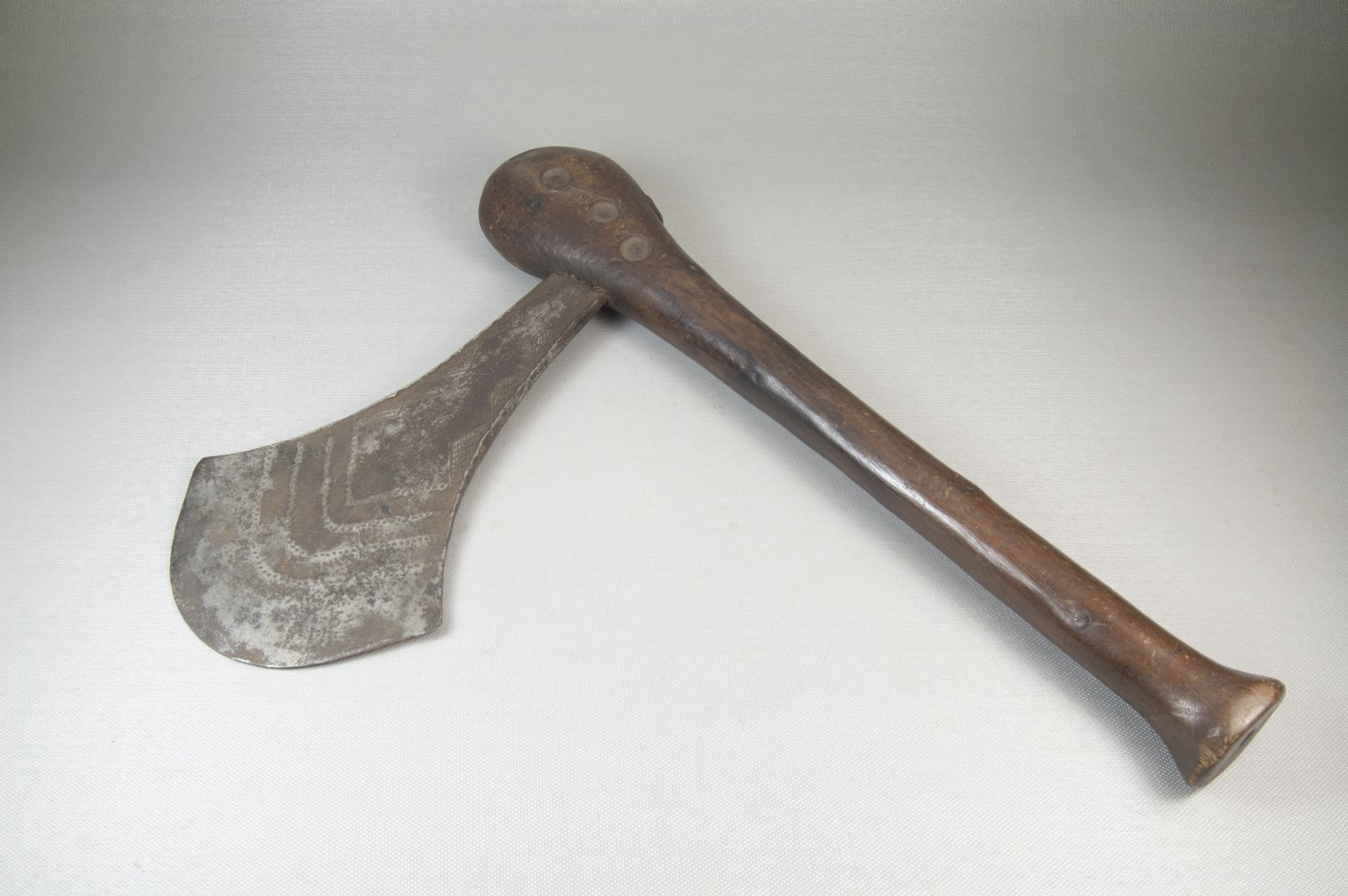
Hache nsapo.

Selon le missionnaire William Henry Sheppard, les Zappo Zap avaient tous le visage tatoué et avaient taillé leurs dents en pointe. Ils s'habillaient seulement de deux petites pièces de tissu en fibres de palmier. Ils étaient armés de longues lances et de flèches empoisonnées en acier. Leurs armes de fer leur avaient donné un avantage dans les guerres, qui devint décisif lorsqu'ils furent armés de fusils. Le peuple songa, auquel les Zappo Zap appartenaient, utilisait également des haches de guerre ou cérémonielles (appelées kilonda, kasuyu, nsapo, nzappa zap, ou zappozap).
Les Zappo Zap servaient comme mercenaires pour quiconque était au pouvoir.
Ainsi, ils lançaient des raids pour capturer des esclaves bien avant l'arrivée des Européens, brûlaient des villages, mangeaient de la chair humaine et vendaient chaque année des centaines d'esclaves aux Arabes en échange d'armes à feu, de munitions et d'autres produits manufacturés.
Les Zappo Zap ne limitaient pas leur cannibalisme à l'occasion de cérémonies, comme dans d'autres cultures. Au contraire, ils chassaient les humains pour se nourrir, même lorsqu'ils disposaient d'autres gibiers en abondance.
Ils considéraient la chair humaine comme une friandise, et mangeaient toutes les parties du corps, même le cerveau et les globes oculaires ; ils faisaient frire la viande comme on le fait du bacon.

## Contacts avec les Européens

Localisation du Kasai oriental entre le Lualaba et l'Angola.

En mars 1883, Hermann von Wissmann, le premier voyageur européen dans ces contrées, donna le nom de « Zappo Zap » à un chef connu comme étant Nsapu Nsapu, qui gouvernait la ville de Mpengie, qui appartenait au royaume Ben'Eki. C'était une agglomération comptant plus d'un millier de personnes, dont beaucoup étaient des guerriers se livrant à la traite, située à l'est de la rivière Sankuru, entre Kabinda et Lusambo. Ce groupe prospérait grâce aux raids qu'ils effectuaient pour capturer des esclaves et au commerce qu'ils faisaient avec les caravanes venant des villes arabes et swahilies de la rivière Lualaba à l'est, et de Bihe en Angola au sud-ouest.
En 1883, Zappo Zap se sentit suffisamment fort pour contester l'autorité du roi des Ben'Eki, ce qui conduisit à une guerre civile qui attira tous les trafiquants d’esclaves de la région. En 1886, il fut forcé de battre en retraite jusqu'à un lieu situé près de Lusambo, où il construisit une base impressionnante. En 1887, il perdit une bataille sur la rive droite de la Sankuru, et fut forcé de traverser la rivière avec ses 3 000 partisans. Près de Lusambo, il rencontra Paul Le Marinel, un officier de l'État indépendant du Congo, avec le chef lulua Mukenge Kalamba, qui faisaient tous deux retraite vers l'Ouest en venant de Lualaba.
Quand Herman Wissman rencontra Zappo Zap en 1887, il était vêtu d'un turban, d'une chemise et d'un pantalon, comme le faisaient les Arabes. Le missionnaire Lapsley, qui rencontra plus tard le fils de Zappo Zap, a dit qu'il avait une pièce d'étoffe nouée autour de la tête et était habillé des épaules aux genoux. Lapsley offrit en cadeau à Zappo Zap du fil de laiton et du tissu, et reçu en retour quelques jeunes esclaves. Lapsey apprécia le cadeau, et libéra plus tard les esclaves en faisant leur éducation à la mission de Luebo.
Zappo Zap mourut en 1888 et son fils lui succéda, également sous le nom de Zappo Zap, et partit avec tout son peuple pour s'établir près du poste de Luluabourg en 1889. Le second Zappo Zap mourut en 1894. Son frère lui succéda, toujours sous le nom de Zappo Zap, devenu le titre des chefs du peuple Zappo Zap.
À certains égards, les Zappo Zap semblaient civilisés aux yeux des missionnaires. Ils portaient des vêtements occidentaux, vivaient dans de vraies maisons, et parlaient le français ainsi que l'anglais. D'un autre côté, avec leurs sourcils et leurs cils épilés, leurs dents aiguisées et leurs traditions de traite des noirs et de cannibalisme, ils étaient l'archétype de l'idée que se font les Occidentaux des sauvages africains.
Lapsley a dit des Zappo Zap que « c'était des hommes magnifiques et de belles femmes, au comportement aristocratique ». Il fut cependant troublé par la façon dont les fillettes se livraient à des danses lascives, en imitant les femmes plus âgées.

## Alliés du pouvoir colonial
L'implantation des Zappo Zap près de Luluabourg prospéra et les Zappo Zap devinrent les principaux alliés des Belges au Kasaï. En 1890, ils aidèrent à chasser Kalamba de Luluabourg, en 1891 ils défirent deux caravanes angolaises qui menaçaient le poste en venant du sud, et, en avril 1895, ils repoussèrent de nouveau Kalamba, qui menaçait le poste. En juillet 1895, ils aidèrent à mater une révolte de la garnison de Luluabourg. Les Zappo Zap fournirent des maitresses à la plupart des Européens, gagnant en contrepartie une influence encore plus grande. Ils devinrent les propriétaires de vastes plantations commerciales faisant appel à une main-d’œuvre d'esclaves, et se livrèrent au commerce des esclaves à petite échelle, ce que les autorités choisirent d’ignorer. Mais leur principale activité commerciale fut le commerce de l'ivoire et du caoutchouc, pour laquelle ils amenaient leurs marchandises aux marchés de Lusambo, Luebo et Bena Makima.

## Massacre au royaume Kuba
En 1899, le commandant de Luluabourg, Dufour, décida d'exiger du peuple du royaume Kuba qu'ils donnent du caoutchouc en paiement des impôts levés sur eux. Il demanda à Zappo Zap de lui fournir la force d'intervention nécessaire. Celui-ci délégua cette mission à son allié Mulumba Nkusu. Environ 500 guerriers armés de fusils partirent pour le pays Pyang, au royaume Kuba, où ils édifièrent un enclos ceint d'une palissade. Ils convoquèrent les chefs locaux et en exigèrent 60 esclaves ainsi que des troupeaux de chèvres, des paniers de nourriture et 2 500 balles de caoutchouc. Lorsque les chefs refusèrent de payer cet énorme tribut, on referma la porte de l'enclos, et les chefs furent massacrés. Les Zappo Zap se livrèrent alors à des tueries, pillant et brûlant des villages à travers toute la région des Pyang. Au moins 14 villages furent détruits, et beaucoup de villageois s'enfuirent dans la brousse en pleine saison des pluies.

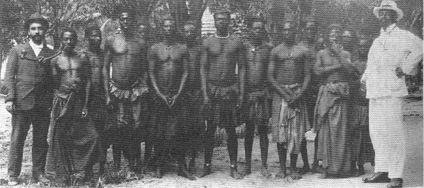
Le Dr. William Morrison (à gauche) et le Dr. William Sheppard (à droite) avec des témoins Bakuba qui se rendirent à Kinshasa pour le procès pour calomnie contre Sheppard et Morrison intenté en 1909 par la Compagnie du caoutchouc du Kasai.

Le Révérend William Henry Sheppard fut envoyé par la mission presbytérienne de Luebo pour enquêter. Le journal de Sheppard décrit, en date des 14 et 15 septembre 1899, comment il feignit une attitude amicale pour obtenir, grâce à des questions d'apparence anodine posées à Mulumba Nkusu, qu'il connaissait, que celui-ci lui raconte ce qui s'était passé et lui montre les restes du massacre. Il vit des preuves de cannibalisme, compta 81 mains droites qui avaient été coupées et qui étaient en train de sécher avant d'être emportées pour montrer aux officiels de l’État indépendant du Congo ce qu'avaient réalisé les Zappo Zap ; il trouva également 60 femmes enfermées dans un enclos. Les missionnaires protestèrent, et à leur grande surprise les officiels de l’État indépendant du Congo réagirent, en ordonnant la libération des femmes emprisonnées et l'arrestation de M'lumba ; celui-ci montra d'ailleurs beaucoup d'étonnement face à cette arrestation, disant qu'il n'avait rien fait d'autre que ce qu'on lui avait demandé.
En janvier 1900, un membre du Comité exécutif pour les missions à l'étranger reconnut avoir reçu des rapports et des lettres des missionnaires sur les atrocités des Zappo Zap, mais rappela à la mission « la nécessité de la prudence la plus absolue en protestant auprès de ceux qui détenaient l'autorité, ou en rendant publiques ces protestations, pour observer toute la déférence qui convient envers « les autorités en place », et d'éviter tout ce qui pourrait prêter le flanc à l'accusation de ne pas agir ou parler en conformité avec son caractère purement spirituel et apolitique ».
Cependant, en janvier 1900 également, le New York Times publia un rapport faisant part des découvertes de Sheppard. Il détaillait les atrocités commises en pays Bena Kamba et affirmait que les Zappo Zap agissaient pour le compte de l’État indépendant du Congo. L'article poursuivait en écrivant « Ils ont été envoyés pour réunir du caoutchouc, de l'ivoire, des esclaves et des chèvres comme tribut payé par le peuple, et ça leur permet de piller, de brûler et de tuer pour leur propre amusement et pour leur profit ».
Le massacre provoqua une levée de boucliers contre Dufour et l’État indépendant du Congo. Lorsque, cinq années plus tard, Mark Twain publia son King Leopold's Soliloquy (en) (Soliloque du roi Léopold), il mentionna nommément Sheppard et se référa à son compte-rendu du massacre. Sir Arthur Conan Doyle mentionna les Zappo Zap dans son livre de 1909, Le Crime du Congo, mais ajouta qu'ils étaient contraints d'extraire du caoutchouc pour les Belges sous peine d'être châtiés à leur tour.
En dépit de l'aide apportée par les Zappo Zap, ce n'est qu'à partir de 1910 que les Belges parvinrent à mettre sous contrôle le royaume Kuba et à établir un poste militaire dans la capitale royale. L’État indépendant du Congo cessa de recourir à l'aide des Zappo Zap en tant qu’auxiliaires, et ils perdirent leur position privilégiée, surtout après la prise de contrôle de la colonie par l’État belge en 1908.
De nos jours, les Songye sont connus pour les décorations métalliques ou les statues de bois qu'ils réalisent. Les Zappo Zap sont considérés comme les forgerons les plus habiles parmi les Songye, les plus habiles aussi de la République démocratique du Congo et peut-être de toute l'Afrique.